# Tiriane Balbine Noah
Tiriane Balbine Noah est une femme politique camerounaise. Elle est vice-présidente du Mouvement pour la Renaissance du Cameroun (MRC).

## Biographie

### Enfance, éducation et débuts
Tiriane Balbine Noah est née le 24 juillet 1980. Princesse Mfida, fille de la Mefou et Akono, elle est originaire du village Tsinga, dans l’arrondissement d’Akono, au Centre du Cameroun. Elle fait des études à l'Université de Yaoundé II. Elle obtient un diplôme en Sciences politiques.

### Carrière et parcours
Tiriane Balbine Noah est assistante commerciale dans le BTP à Yaoundé. Elle est élue 2e vice-présidente du MCR lors de la convention du parti d'avril 2018,,,,. Elle dirige une mission de condoléances à la radio employant Martinez Zogo. 

### Vie privée
Tiriane Balbine Noah a plusieurs enfants.